# در آریزونای قدیم
در آریزونای قدیم (به انگلیسی: In Old Arizona) فیلمی وسترن به مدت ۹۵ دقیقه به کارگردانی رائول والش و اروینگ کامینگز و با بازی وارنر بکستر و ادموند لو محصول سال ۱۹۲۹ کشور ایالات متحده است.
این فیلم در دومین دوره جوایز اسکار نامزد دریافت پنج جایزه شد.